# Les Vernets
Das Les Vernets ist eine Eissporthalle und ein Schwimmbad in der Schweizer Stadt Genf, Kanton Genf, aus den Jahren 1958 bis 1966. Geplant wurden die beiden städtischen Gebäude von der Werkgemeinschaft Cingria und seinem Schüler Maurice, der den Architektenwettbewerb für sich entschieden hatte, zusammen mit Jean Duret, Genf.

## Stadion

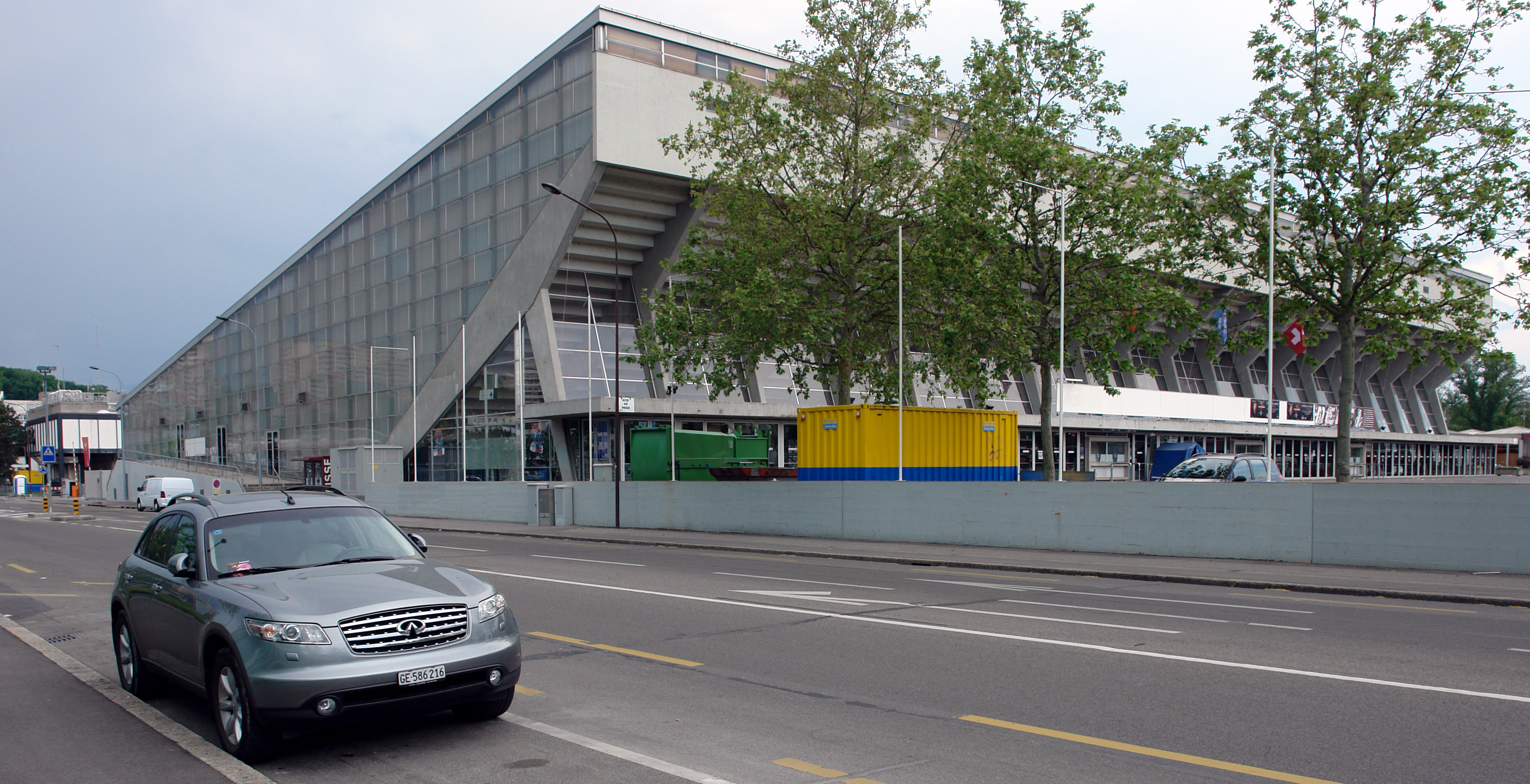
Eingangsseite mit Reihung der Binder, Haupttribüne und dem vom Zugband begrenzten Foyer

Beim Heimstadion des Genève-Servette HC überspannen mächtige Stahlträger mit etwa 70 Meter Spannweite sowohl Zuschauertribünen als auch Spielfläche. Der Entwurf ist streng linear angeordnet, so dass die Sitzreihen das Spielfeld grossteils nur seitlich begleiten, während die Stirnflächen frei und belichtet sind. Durch die unterschiedlich hohen Tribünen wird das Gebäude asymmetrisch, das flache Dach spannt sich von den höheren Tribünen, die zur Strasse hin gelegen sind – über die Spielfläche hinüber –, herunter zu den niederen Tribünen an der Arve; dadurch wirkt das Stadion wie ein schräg eingegrabenes Werkstück.

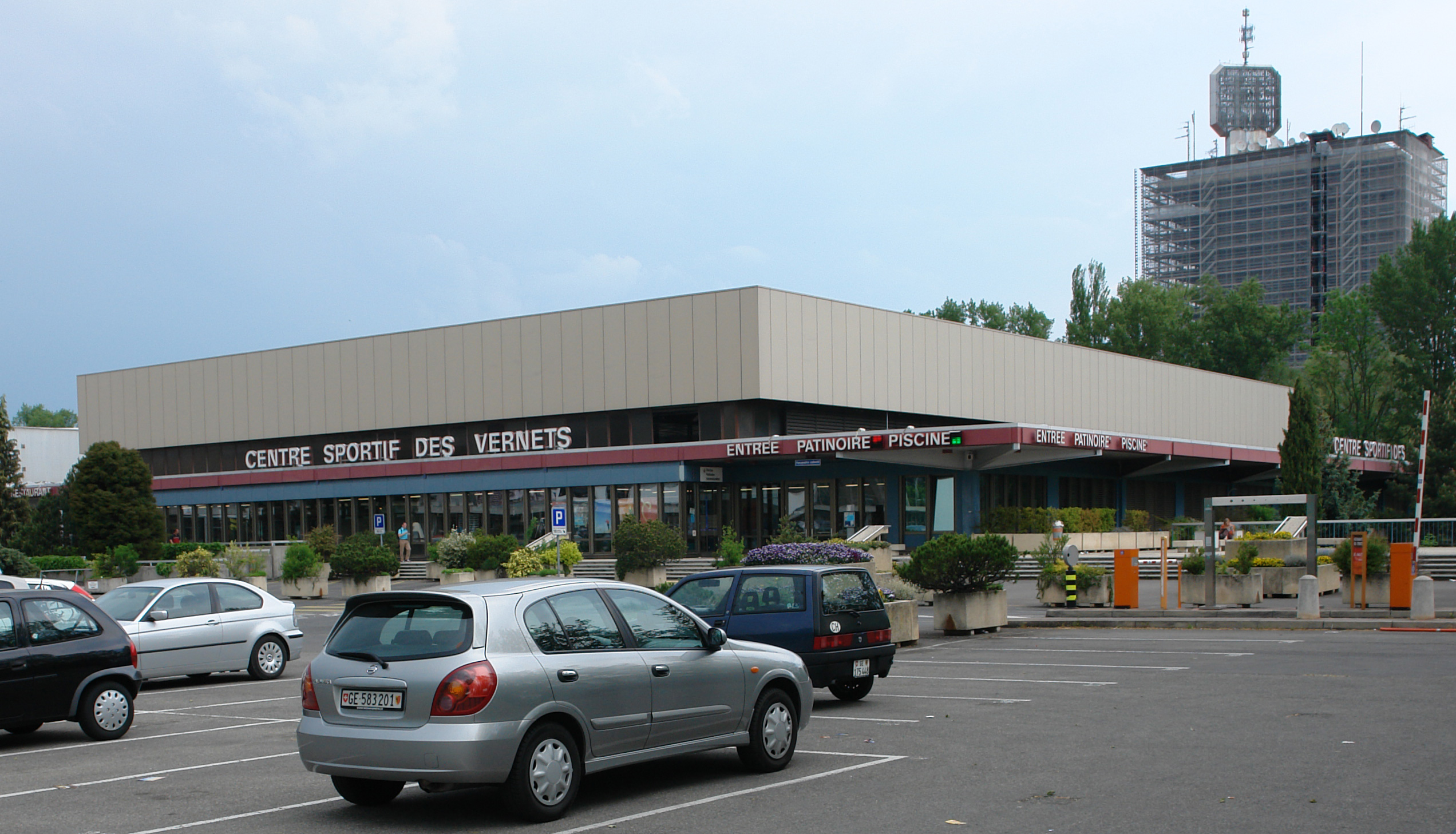
Schwimmbad Les Vernets

Der Entwurf bezieht seinen Reiz aus der Reihung der Binder und der 18 hintereinandergelegten und sich addierenden Gebäudeachsen: Ein Stahlbinder wird jeweils auf einer Seite relativ niedrig aufgelagert, während auf der anderen Seite ein Kragarm aus Beton, der mittels Zugband rückverankert ist, gewissermassen das Dach aufspannt. Dieser Kragarm nimmt, als Zahnträger geformt, gleichzeitig die Ränge der Haupttribüne auf, unter ihm und vom Zugband begrenzt befindet sich das im Schnitt dreieckige Foyer.
Bei seiner Eröffnung 1958 fanden im Stadion insgesamt 11'820 Zuschauer Platz. 1992 erfolgte ein Umbau, wodurch sich die Kapazität auf 6'837 Plätze verringerte. 2009 erfolgte eine weitere Modernisierung, wobei weitere Sitzplätze geschaffen wurden und die Zuschauerkapazität auf 7'135 stieg.
1961 wurden im Stadion Spiele der Eishockey-A-, B- und der C-Weltmeisterschaft ausgetragen. Zehn Jahre später bei der Eishockey-Weltmeisterschaft 1971 wurden erneut Partien der A- und B-Weltmeisterschaft im Les Vernets ausgespielt. Bei Heimspielen des Genève-Servette HC war das Stadion in seiner bisherigen Geschichte (Stand April 2010) insgesamt 23 Mal ausverkauft.

## Schwimmbad
Das daneben liegende Schwimmbad, die zweite Etappe der Bebauung, dessen drei Schwimmbecken von einem mächtigen Stahldach getragen werden, wirkt neben diesem schräg versenkten, technisch anmutenden Baukörper Ungetüm wie ein beruhigend-klarer, kubisch lagernder Gegenentwurf. Ein umlaufendes Fensterband trennt das Dach von den Wänden; es wird von Stahl-Pilzstützen im Innern des Schwimmbads getragen, so dass die Aussenwände, von statischen Aufgaben befreit, wie eine leichte Haut wirken.